# Çardak (Göksun)
Çardak ist eine Kleinstadt im Landkreis Göksun der türkischen Provinz Kahramanmaraş. Çardak liegt etwa 121 km nördlich der Provinzhauptstadt Kahramanmaraş und 31 km nordöstlich von Göksun. Çardak hatte laut der letzten Volkszählung 1.985 Einwohner (Stand Ende Dezember 2010). Die Bevölkerung besteht hauptsächlich aus Tschetschenen.